# بوبولوشکی
بوبولوشکی (به لهستانی:  Boboluszki) یک روستا در لهستان است که در گمینا برانگتسه واقع شده‌است.